# Persiciospora moreaui
Persiciospora moreaui är en svampart som beskrevs av P.F. Cannon & D. Hawksw. 1982. Enligt Catalogue of Life ingår Persiciospora moreaui i släktet Persiciospora,  och familjen Ceratostomataceae, men enligt Dyntaxa är tillhörigheten istället släktet Persiciospora,  och familjen Nectriaceae. Arten är reproducerande i Sverige. Inga underarter finns listade i Catalogue of Life.